# Межзвёздный зонд
Межзвёздный зонд — космический зонд, который после исследования внешних областей Солнечной системы будет в состоянии покинуть её и выйти в межзвёздное пространство (около 122 а.е. от Солнца), после чего гипотетически достигнуть другой звёздной системы.
С наступлением космической эры и, особенно, после успешного запуска аппаратов «Пионер-10» и «Пионер-11» в 1970-х годах, термин «межзвёздный зонд» приобрёл помимо литературного также и научное значение, и с учётом технологий начала XXI века практически относится к местному межзвёздному пространству (до 0,01 пк или около 2000 а.е. или около 10 световых дней).

## Существующие межзвёздные зонды
По состоянию на начало XXI века не было создано ни одного космического аппарата, прямым назначением которого был бы полет до ближайшей звезды или любой другой звёздной системы. Однако межзвёздными зондами можно считать пять аппаратов (все запущены США): 
- достигшие межзвёздного пространства: Voyager 1 (запущен в 1977 году, вошёл в межзвёздное пространство в 2012 году), Voyager 2 (запущен в 1977 году, вошёл в межзвездное пространство в 2018 году), Pioneer 10 (1972)[1];
- находятся на межзвёздных траекториях: Pioneer 11 (1973) и New Horizons (2006).

### Функционирующие аппараты
- «Вояджер-1» (1977 — н.в.)

Запущен НАСА 5 сентября 1977 года. Является самым удалённым от Земли объектом, созданным человеком. По состоянию на 16 октября 2021 года  зонд находился на расстоянии более 148 а.е. (более 22 млрд км) и удалялся со скоростью 16.95 км/с (3,58 а.е. в год).
15 декабря 2004 года, находясь на расстоянии 94 а.е. от Солнца, аппарат пересёк ударную волну.
25 августа 2012 года аппарат пересёк гелиопаузу и вошёл в межзвёздное пространство.
Примерно через 300 лет «Вояджер-1», если с ним ничего не случится, достигнет облака Оорта, а покинет его спустя 30 тысяч лет.
- «Вояджер-2» (1977 — н.в.)

Запущен НАСА 20 августа 1977 года. По состоянию на 16 октября 2021 года зонд удалился от Земли более чем на 123 а.е. (более 18 млрд км) и удалялся со скоростью 15,4 км/с (3,25 а.е. в год).
В августе 2007 года, находясь на расстоянии 84 а.е. от Солнца, аппарат пересёк ударную волну.
5 ноября 2018 года аппарат пересёк гелиопаузу и вошёл в межзвёздное пространство.
- «Новые горизонты» (2006 — н.в.)

Запущен НАСА 19 января 2006 года.
17 апреля 2021 года аппарат достиг отметки в 50 а.е. от Солнца.
К декабрю 2038 года, к моменту выработки радиоизотопного источника энергии, аппарат преодолеет расстояние лишь в 100 а.е. и, таким образом, не сможет «дотянуть» до гелиопаузы, как это ранее совершили оба «Вояджера».

### Деактивированные аппараты
- «Пионер-10» (1972 — 2003)

Запущен НАСА 3 марта 1972 года. По состоянию на 27 апреля 2002 года (последняя успешная попытка получения телеметрии) зонд находился на расстоянии 80,22 а.е. от Земли (более 12 млрд км) и удалялся со скоростью 12 км/с (2,54 а.е. в год).
Предполагается, что «Пионер-10» продолжает полёт и направляется в сторону звезды Альдебаран (65 световых лет от Земли), окрестностей которой достигнет примерно через 2 млн лет. Не достигнет,  т.к. лучевая скорость звезды Альдебаран(+54 км/с) больше нежели скорость с которой зонд удаляется от Солнца(+12 км/с)
- «Пионер-11» (1973 — 1995)

Запущен НАСА 6 апреля 1973 года. По состоянию на 30 сентября 1995 года (последняя успешная попытка получения телеметрии) зонд находился на расстоянии 43,4 а.е. от Земли (более 6,5 млрд км) и удалялся со скоростью 11,4 км/с (2,4 а.е. в год).
Предполагается, что «Пионер-11» продолжает полёт и направляется к созвездию Орла и пройдёт вблизи одной из составляющих его звёзд спустя примерно 4 миллиона лет.

## Проекты межзвёздных зондов
Interstellar Express (или Interstellar Heliosphere Probe)
Программа Китайского космического агентства по исследованию гелиосферы и межзвёздного пространства. Предполагает создание двух зондов (IHP-1 и IHP-2), которые после запуска в мае 2024 года совершат гравитационный манёвр у Юпитера (март 2029 года) и полетят к объектам Пояса Койпера (один из зондов также пролетит мимо Нептуна и Тритона в январе 2038 года). К 2049 году зонды должны достигнуть расстояния 100 а.е. от Солнца.
В случае успеха, IHP-1 и IHP-2 станут, соответственно, шестым и седьмым аппаратами, которым удалось покинуть Солнечную систему, и первыми аппаратами, созданными не в США.
Interstellar Probe
Проект межзвёздного зонда, который разрабатывается с 2017 года в рамках программы НАСА по гелиофизике Лабораторией прикладной физики Университета Джонса Хопкинса. Ожидается, что зонд после запуска в 2030-х гг ракетой-носителем SLS Block 2 будет способен за 15 лет достигнуть границы гелиосферы, а за 50 лет полёта достигнуть отметки в 1000 а.е. от Солнца, двигаясь со скоростью около 95 км/с (20 а.е. в год).

## Осуществимость межзвёздного перелёта
Расстояние до ближайшей от Солнца звезды Проксимы Центавра составляет около 4,2 световых лет, то есть примерно в 268 тысяч раз больше расстояния от Земли до Солнца, или примерно в 9 тысяч раз больше, чем расстояние от Земли до Нептуна (около 4,5 млрд км или 29,8 а.е.).
На начало XXI века выделяют три осуществимых способа межзвёздных перелетов: 
- медленные перелеты длительностью десятки и сотни тысяч лет (например, автоматические станции «Пионер-10», «Пионер-11, оба «Вояджера», «Новые горизонты») с использованием химических двигателей, максимально возможная скорость истечения — менее 5 км/с, зонд сможет достичь ближайшей звезды — Проксимы Центавра — лишь спустя 120 тысяч лет после запуска. В случае придания такому зонду скорости в 100 км/с с помощью химических ракетных двигателей и гравитационных маневров у планет-гигантов длительность его полета к Альфе Центавре составит около 15 тысяч лет.

| Зонд            | Год запуска | Расстояние, а.е. (на 29 августа 2021) | Скорость (км/с)        |
| --------------- | ----------- | ------------------------------------- | ---------------------- |
| Вояджер-1       | 1977        | 153,8                                 | 17,0 (3,57 а.е. в год) |
| Пионер-10       | 1972        | 129,3                                 | 11,9 (2,49 а.е. в год) |
| Вояджер-2       | 1977        | 127,9                                 | 15,3 (3,21 а.е. в год) |
| Пионер-11       | 1973        | 107,5                                 | 11,2 (2,34 а.е. в год) |
| Новые горизонты | 2006        | 51,1                                  | 13,8 (2,66 а.е. в год) |

- медленные перелеты длительностью тысячи лет с использованием твердофазных ядерных двигателей (см. NERVA и РД-0410), максимально возможная скорость истечения рабочего тела (жидкий водород) — 8,9 км/с в течение 3600 сек (достигнута РД-0410 при испытаниях в земных условиях в конце 1980-х гг); достижение зондом скорости в 1000 км/с даст возможность достичь Альфы Центавры лишь спустя 1500 лет;
- медленные перелеты длительностью сотни лет с использованием ядерных буксиров, использующих связку ядерного реактора и электроракетных двигателей (ионные или магнитоплазменные) с максимальной скоростью истечения рабочего тела в десятки км/с в течение 2-3 лет.

Астрофизик Борис Штерн в своей статье «Как лететь с Земли до звезд» указывает, что максимально доступная для современного уровня технологий двигательная установка — это твердофазный ядерный реактор на уране-235, который при достижении КПД в 25% сможет обеспечить скорость истечения рабочего тела в 7000 км/с (при более реалистичном КПД в 8% скорость истечения не превысит 3900 км/с).

### Проблемы во время межзвёздного полета
Можно выделить главные проблемы межзвёздного полета:
- Время полета — срок межзвездного полета займет срок, превышающий не только средний срок жизни человека, но даже нескольких поколений людей.
- Энергетические проблемы — истощение РИТЭГов наступает примерно через 50-60 лет после запуска, а использование солнечных батарей становится бессмысленным уже после достижения орбиты Сатурна.
- Обеспечение связи с Землей и скорости передачи данных с аппарата на огромных расстояниях от Земли (например, сигнал от запущенных в 1977 году «Вояджеров» может приниматься Deep Space Network только до 2036 года, то есть не более 50 лет после запуска[8]; частично проблему удалось разрешить с введением протокола связи Beacon mode, который применяется для «Новых горизонтов»).
- Пролетная траектория — текущий уровень технологий позволяет реализовывать проекты только с пролетной траекторией (с возможностью гравитационных маневров у массивных планет-гигантов), без возможности торможения и последующего разгона у попутных объектов.
- Ограничение на массу полезной нагрузки и ее энергопотребления — из-за необходимости придания межзвездному зонду третьей космической скорости, соотношение масс научной аппаратуры к сухой массе аппарата приходится ограничивать в пределах около 10%, а энергопотребление ограничивать примерно до уровня 1Вт на 1 кг полезной нагрузки. Таким образом, масса полезной нагрузки существующих зондов не превышает 80-100 кг, а по мере истощения РИТЭГа приходится навсегда отключать часть научной аппаратуры.

## Потенциальные цели

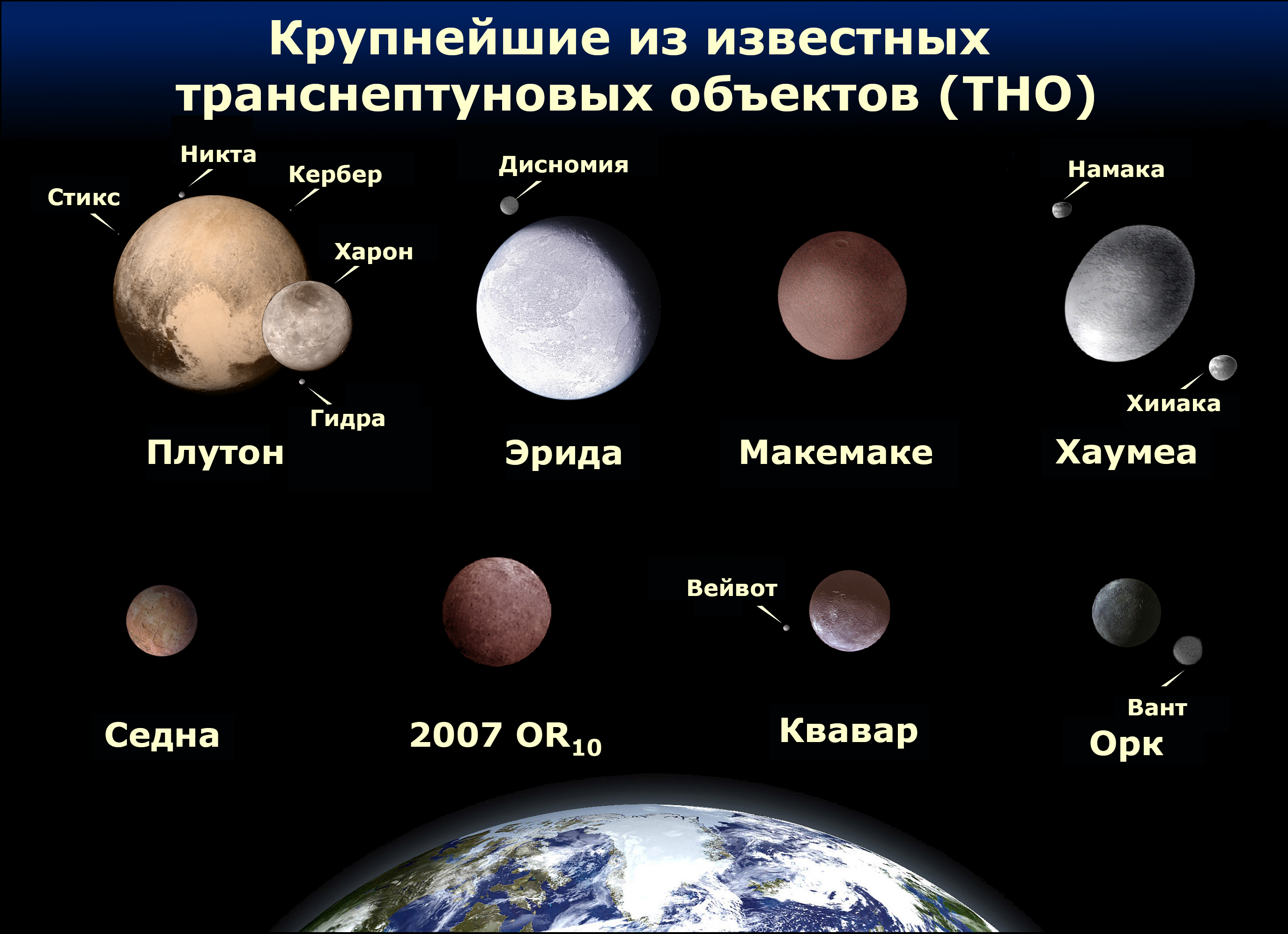
Сравнительные размеры крупнейших ТНО и Земли

Большинство известных объектов пояса Койпера имеют большую полуось в диапазоне примерно между 35 и 48 а. е. (красные и синие объекты на диаграмме).

### Цели в Солнечной системе
- Исследование с пролётной траектории планет-гигантов и их спутников.
- Исследование межзвездной среды и гелиосферы.
- Исследование транснептуновых объектов: Пояса Койпера (область Солнечной системы от орбиты Нептуна (30 а.е. от Солнца) до расстояния около 55 а. е. от Солнца), Рассеянного диска (наиболее примечательные объекты данной области — Эрида и Седна), а также облака Оорта (предполагаемое расстояние до внешних границ облака Оорта от Солнца составляет от 50 тыс до 100 тыс а. е.[24] — приблизительно один световой год).

### Целевая Звёздная система
Имеет смысл направлять зонд к той звёздной системе (желательно, не красного карлика), которая с точки зрения астробиологии имеет шансы на существование землеподобных планет в Зоне жизни. Альтернативный вариант — наличие в звёздной системе планет-гигантов с землеподобными спутниками (нет аналогов в Солнечной системе, нет подобных обнаруженных и подтверждённых объектов по состоянию на начало 20-х гг XXI века).
По состоянию на начало 20-х гг XXI века не найдено планетных систем, удовлетворяющих этим требованиям. Однако большой вклад в нахождение землеподобных планет у ближайших звезд в 20-30 гг внесут орбитальные телескопы («Джеймс Вебб», PLATO) и гигантские наземные телескопы. Их открытия смогут определить подходящие цели для отправки межзвездного зонда.
В то же время совершенствование адаптивной оптики у наземных телескопов, рост возможностей орбитальных телескопов и возможное появление в ближайшие десятилетия космических интерферометров (см. Space Interferometry Mission, Дарвин, Terrestrial Planet Finder) ставят под сомнение необходимость отправки подобного зонда к ближайшим звездным системам с учетом того, что полет может занять сотни и тысячи лет.

### Послание с Земли
Послания Землян гипотетической разумной цивилизации несут оба «Вояджера» (содержат позолоченную информационную 12-дюймовую пластинку с записью звуковых и видеосигналов) и оба «Пионера» (содержат символьную информацию о человеке, Земле и её местоположении). «Новые горизонты» не несет на борту никаких посланий.
|  |  |